# Нестор Искандер
Не́стор Исканде́р (др.-рус. Нестор Искиндѣр, XV век) — предполагаемый автор Повести о взятии Царьграда турками в 1453 году (османской армией под предводительством султана Мехмеда II Фатиха Завоевателя). Указан в качестве автора Троицкого списка Повести, в послесловии к тексту.
В соответствии с текстом послесловия ряд исследователей считали Нестора Искандера русским по происхождению, с молодости попавшим в плен в Турцию, непосредственным очевидцем и участником осады Константинополя; оставаясь тайным христианином, он сочувствовал осаждённым грекам. Рассматривается как русский писатель второй половины XV века. Однако Повесть отмечена высоким литературным мастерством в рамках русской письменной традиции, сомнительным для пленника, с молодости отторгнутого от славянской книжной культуры. Поэтому, согласно другому предположению, Нестор Искандер является не автором Повести, а источником сведений для её написания. Хотя в Повести содержится много достоверных сведений, некоторые её эффектные сюжетные коллизии оказываются вымыслом, поэтому в целом она представляет собой не документальную хронику, а литературное произведение. Несмотря на это, Повесть является произведением выдающегося русского писателя XV века, хорошо осведомлённого об обстоятельствах гибели Константинополя.

## Сообщение в послесловии к Повести
В конце Повести находится послесловие:

Написал же все это я, многогрешный и беззаконный Нестор Искандер. Измлада пленен был и обрезан, долгое время страдал в ратных походах, спасаясь так или иначе, чтобы не умереть в окаянной этой вере. Так вот и ныне … ухитрялся я … подробно записывал день за днем обо всем, что совершалось вне града у турок. И затем, когда попущением Божьим вошли мы в город, со временем разузнал и собрал от надежных и великих мужей сведения о том, что делалось в граде в борьбе с безбожными, и вкратце изложил и христианам передал на память о преужасном этом и предивном произволении Божьем…
Оригинальный текст (древнерусск.)Списатель же сим азъ многогрѣшный и безаконный Нестор Искиндѣр. Измлада взят быв и обрѣзан, много врѣмя пострадах в ратных хожениих, укрываяся семо и онамо, да не умру въ оканной сей вѣре. Тако и нынѣ … ухитряяся … писах в каждый день творимая дѣяниа вне града от турков. И пакы, егда попущением Божиим внидохом въ град, врѣмянем испытах и собрах от достоврьных и великих мужей вся творимая дѣяниа во градѣ противу безвѣрных и въкратце изложих и християномъ предах на въспоминание преужасному сему и предивному изволению Божию…

Нестор Искандер сообщает о себе, что «измлада» он был пленён и «обрезан» (обращён в ислам), «много врѣмя пострадах в ратных хожениих», стал очевидцем и участником осады и взятия Константинополя (в 1453 году). Он ежедневно записывал «творимая дѣяниа вне града от турков», а после взятия города собрал сведения «от достоврьных и великих мужей» и все это, «въкратце» изложив, передал христианам «на въспоминание преужасному сему и предивному изволению Божию».

## Историография
В исторической науке существуют различные мнения о личности Нестора Искандера и его авторстве:
- И. И. Срезневский и архимандрит Леонид не сомневались в том, что он был автором Повести.
- Г. П. Бельченко, Н. А. Смирнов, М. О. Скрипиль считали, что в нынешнем виде Повесть представляет собой обработку записей Нестора Искандера другим книжником.
- А. И. Соболевский и М. Н. Сперанский сомневались в достоверности сведений, указанных в послесловии Повести. О. В. Творогов также допускал, что послесловие является литературной мистификацией, наподобие послесловия Казанской истории, созданной с целью придать повествованию бо́льшую убедительность. Учёный отмечал, что с одной стороны, Повесть характеризуется стилистическим единством, препятствующим разделению её на текст Нестора Искандера и его редактора. С другой стороны, произведение отличается высоким литературным мастерством и хорошим знанием источников. Оно написано традиционным для древнерусских книжников слогом, естественно следует правилам литературного этикета, включает традиционные обороты речи и создаёт, часто вопреки действительным событиям, подобающие для того или иного случая сюжетные коллизии[1]. Трудно предположить, что всеми этими качествами мог обладать турецкий пленник, с молодости отторгнутый от своей культуры. Версию о греческом происхождении Повести Творогов считал малоубедительной. По его мнению, автором был «опытный и талантливый древнерусский книжник, оказавшийся в Константинополе во время осады или же хорошо информированный о всех ее перипетиях». В его распоряжение мог попасть некий документ, составленный Нестором Искандером. Книжник использовал его не текстуально, а лишь как источник сведений. Вычленить текст Нестора Искандера в этом случае невозможно[4].